# У тилу ворога 2
В тилу ворога 2 (за межами СНД видана як "Faces of War") — відеогра в жанрі action / RTS, розроблена компанією Best Way і видана 1С 8 вересня 2006 року.

## Сюжет
«У тилу у ворога 2» присвячена операціям, що проводилися в Європі наприкінці війни: другій половині 1944 — 1945 роках. Місії містять у собі, як історичні бої, типу Арденн або взяття Рейхстагу, так й вигадані, абстрактні завдання, наприклад, невідоме містечко в західній Україні, у якому впав літак викритого шпигуна. У грі присутні три кампанії: німецька, радянська й англо-американська, у кожній з яких, приблизно десяток місій, включаючи тренувальні. Завдання зустрічаються різного характеру: як диверсійні, так і звичайні військові операції, що полягають в захопленні важливих документів, або перехопленні ворожої колони. Найлегшою (і найбільш «кіношною») вважається кампанія за союзників. Німецька — значно важча.

## Ігровий процес
Гравець може керувати як кількома, так і одним загоном бійців або техніки. Робити це - досить легко, достатньо обвести курсором того, ким ви хочете керувати. Також у грі присутнє ручне керування - це щось на зразок керування, як машиною клавішами ←↑→↓. І приціл мишкою. Це зручно, тому що видно товщину броні і який шанс що куля чи снаряд проб'є броню. Червоний — точно не проб'є, жовтий — ймовірно проб'є, зелений — точно проб'є. Також можна наказувати загонам із людей, щоб вони займали укриття. Укриттями у грі може бути абсолютно все — від окопів, до згорілого танку чи впалого дерева. Тут видно, що розробники попрацювали.

## Мережа
Можна грати через локальну мережу із друзями. Хтось один вибирає карту, інший гравець лише чекає та має можливість обрати собі націю СРСР, США, Німеччина. Як тільки всі будуть готові гра почне завантажувати карту.